# Jacht Klub Cztery Wiatry

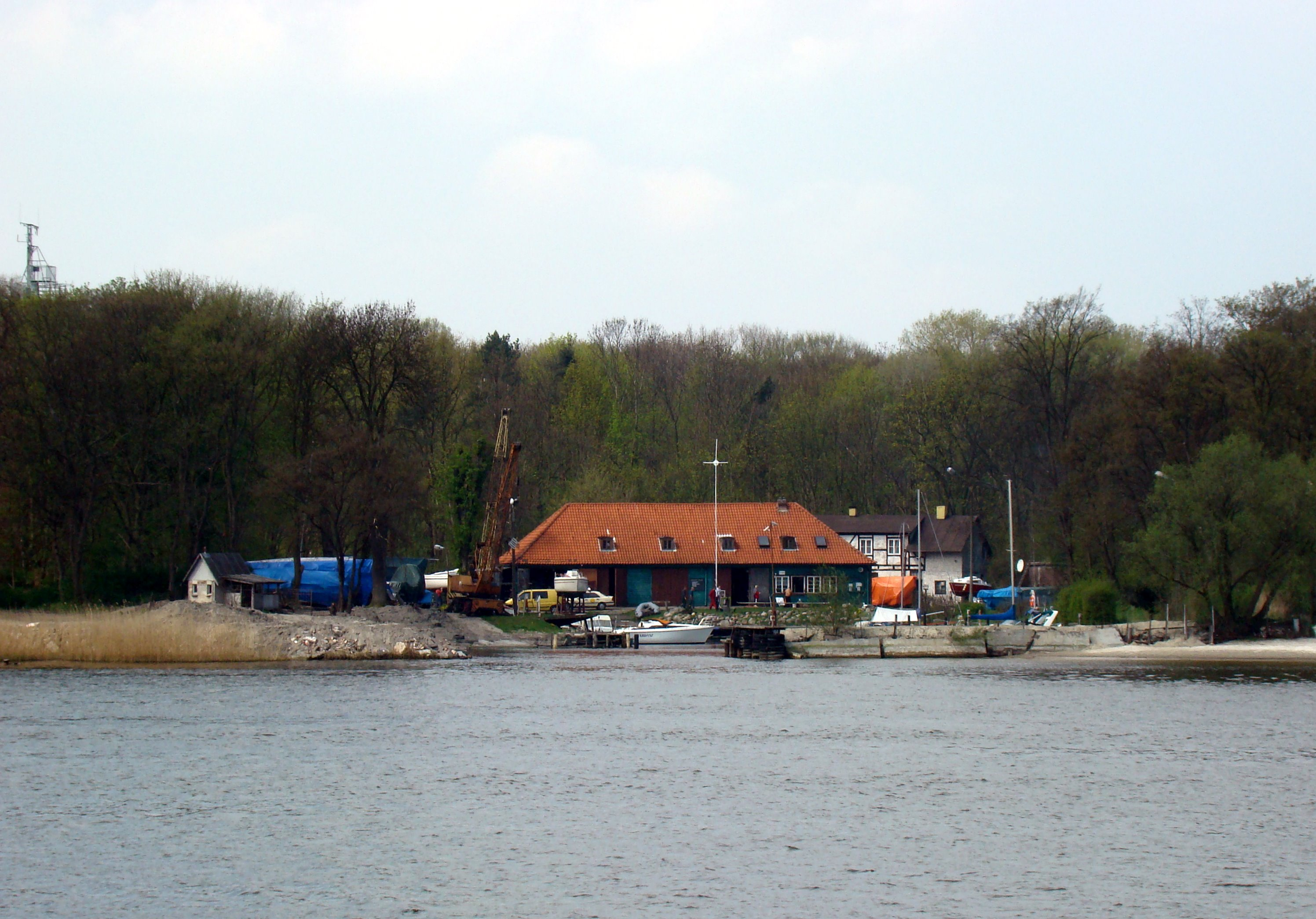
Przystań Jacht Klubu Cztery Wiatry w Świnoujściu

Jacht-Klub Cztery Wiatry (też Jacht Klub Cztery Wiatry w Świnoujściu) – polski klub żeglarski w Świnoujściu. Powstał w roku 1958 rozpoczynając, jako pierwszy, historię polskiego żeglarstwa na bałtyckich wyspach Wolin i Uznam. W latach 60. XX w. klub został też opiekunem jachtu Zew Morza.